# 한솔동

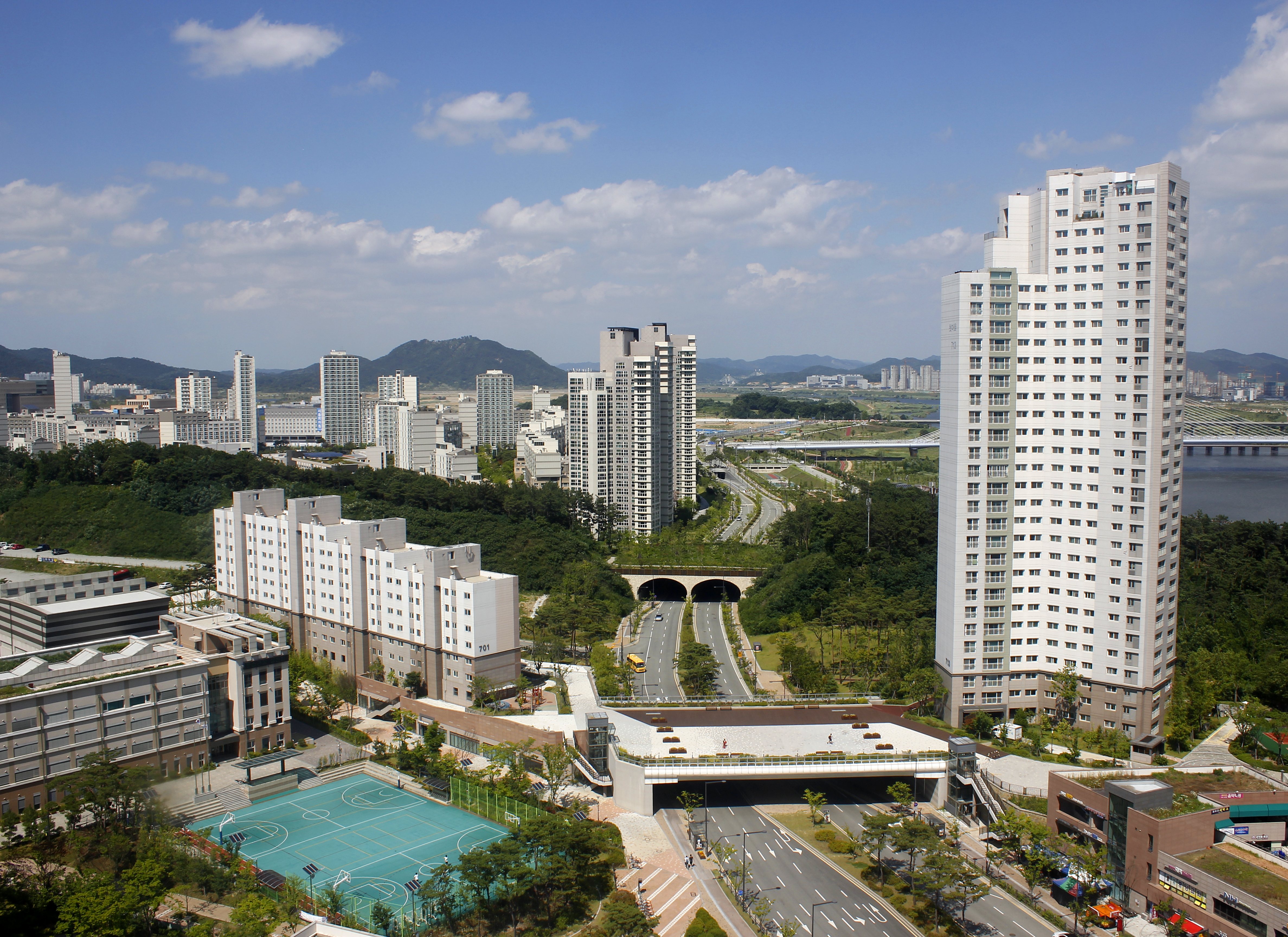
한솔동 전경

한솔동(Hansol-dong)은 세종특별자치시의 행정동이다.
행정동 한솔동은 2개 법정동(한솔동과 가람동)을 관할한다. 또한, 법정동 한솔동은 행정중심복합도시 2-3 생활권에 해당한다. 한솔동 백제고분 역사공원이 이 곳에 위치하고 있다. 마을명은 첫마을이다.

## 연혁
- 2012년 7월 1일: 세종특별자치시 출범 및 한솔동 신설 (행정동: 한솔동)
- 2014년 2월 10일: 고운동, 아름동, 종촌동, 도담동, 어진동을 행정동 도담동으로 분동
- 2017년 2월 27일: 반곡동, 소담동, 보람동, 대평동을 행정동 보람동으로 분동
- 2017년 10월 16일: 나성동, 새롬동, 다정동을 행정동 새롬동으로 분동

## 지명 유래
- 송원리와 연계하여 '큰 소나무가 있는 지역'이라는 뜻의 순우리말 '한솔'에서 유래하였다.
- 행정중심복합도시 입주가 처음 시작되었단 의미를 부여해 '첫마을'로 결정되었다.

## 법정동
| 법정동  | 통         | 생활권    | 옛 행정 구역              | 비고                                 |
| ------- | ---------- | --------- | ------------------------- | ------------------------------------ |
| 가람동  | -          | S-2생활권 | 연기군 남면 송원리        | 한국난방공사 세종지사, 이마트 세종점 |
| 한솔동  | 한솔1~23통 | 2-3생활권 | 연기군 남면 나성리·송원리 | 한솔동 주민센터, 역사공원            |
| 2법정동 | 23통       |           |                           |                                      |

## 교육
- 미르초등학교
- 참샘초등학교
- 한솔초등학교
- 한솔중학교
- 한솔고등학교

## 기관
- 한솔동 복합커뮤니티센터
  - 2011년 12월 26일 남면첫마을출장소가 개소하였으며, 2012년 7월 1일 한솔동 주민센터가 개청하였다. 지하1층, 지상4층 규모로 주민센터가 1층에 위치하며, 보건지소는 1~2층, 문화의집이 2~3층, 도서관이 3~4층에 들어서있다.
- 한솔동 주민복합센터
- 한솔동 보건지소
- 세종한솔동우체국
- 세종경찰서 한솔파출소
- 세종소방서 한솔119안전센터

## 문화
- 한솔동 백제고분 역사공원